# Rocket Girls
Rocket Girls (яп. ロケットガール Рокэтто Га:ру, рус. Ракетные девочки) — японская ранобэ, написанная и иллюстрированная Хосукэ Нодзири. Роман впервые издавался компанией Fujimi Shobo и выходил в ежемесячном журнале Monthly Dragon Magazine с 25 марта 1995 года по 25 августа 2007 года. Позже на основе сюжета романа студией Mook Animation был выпущен аниме-сериал. 12 серий транслировались по каналу WOWOW с 27 февраля по 17 мая 2007 года. Сериал был создан при содействии Японского агентства аэрокосмических исследований в том числе и известного астронавта Наоко Ямадзаки, которая озвучивала персонажа в 7 серии. Роман и аниме-сериал были переведены на английский язык компаниями Viz Media и Bandai Entertainment.

## Сюжет
Главная героиня Юкари Морита — самая обычная школьница мечтала сдать экзамены и устроить собственную жизнь. Юкари также пытается найти собственного отца, который исчез ещё до её рождения и это приводит её в ракетный центр на Соломоновых островах. Так как один из испытателей сбежал Юкари убеждают присоединиться к программе и стать женщиной-космонавтом. Она начинает проходить ускоренные подготовки, однако главной проблемой для героини становится её физическая недостаточность.

## Роли озвучивали
- Эри Сэндай — Юкари Морита
- Хитоми Набатамэ — Мацури
- Сидзука Хасэгава — Аканэ Миура
- Матико Тоёсима — Мотоко Михара
- Маюми Янагисава — Сацуки Асахикава
- Такаюки Суго — Исао Насуда

## Музыка
- Открытие: «RISE» исполнила ICHIKO
- Концовка (#1): «Ashite Iki no Bus ni Notte» исполнила misae (эп. 1-11)
- Концовка (#2): «Waratte!» («Smile!») исполнила ICHIKO (эп. 12)

## Список томов ранобэ
| #  | Title                       | Title                 | Япония       | Япония                 |
| #  | Английский                  | Японский              | Дата выхода  | ISBN                   |
| -- | --------------------------- | --------------------- | ------------ | ---------------------- |
| 01 | High School Girl, Lift off! | 女子高生、リフトオフ! | Март 1995    | ISBN 4-8291-2618-3     |
| 01 | High School Girl, Lift off! | 女子高生、リフトオフ! | Октябрь 2006 | ISBN 4-8291-1851-2     |
| 02 | Angels' Well that Ends Well | 天使は結果オーライ    | Декабрь 1996 | ISBN 4-8291-2723-6     |
| 02 | Angels' Well that Ends Well | 天使は結果オーライ    | Ноябрь 2006  | ISBN 4-8291-1875-X     |
| 03 | Fly to the Moon with Me     | 私と月につきあって    | Август 1999  | ISBN 4-8291-2896-8     |
| 03 | Fly to the Moon with Me     | 私と月につきあって    | Январь 2007  | ISBN 978-4-8291-1882-5 |
| 04 | Rendezvous with the Witch   | 魔法使いとランデブー  | Август 2007  | ISBN 978-4-8291-1919-8 |

## Список эпизодов
| |                                               |                  |  |  |  |  |
| 1 | Destiny «Дисутини» (ディスティニィ)           | 21 февраля, 2007 |  |  |  |  |
| Юкари отправляется в Соломоновы Острова в поисках своего отца — Хироси, который исчез во время медового месяца с матерью. Между тем, на Соломоновых островах космическая ассоциация (ССА) после неудачного запуска ракеты вынуждена срочно запустить новую, иначе они потеряют бюджет. Директор ССА Нацуда Исао встречает Юкари и убеждает её стать новым космонавтом. |                                               |                  |  |  |  |  |
| 2 | Assembly «Ассэмбуру» (アッセンブリ)           | 28 февраля, 2007 |  |  |  |  |
| Нацуда обещает, что поможет Юкари в поисках отца. Тем временем главная героиня проходит медицинские просмотры. Её начинают обучать, постоянно тренировать и правильно обращаться с оружием. Во время тренировок в джунглях она Юкари находит дикое племя, среди которых был её отец. Он обещает вернуться с ней в Японию, если Юкари станет настоящим астронавтом.     |                                               |                  |  |  |  |  |
| 3 | Launch Pad «Ранти паддо» (ランチパッド)       | 7 марта, 2007    |  |  |  |  |
| Испытания нового ракетного топлива прошли крайне плохо, однако директор решает скрыть данный факт от Юкари и Мацури. Мацури теперь сопровождает стажёра Юкари пытается набрать дополнительный вес. |                                               |                  |  |  |  |  |
| 4 | Count Down «каунто даун» (カウントダウン)     | 14 марта, 2007   |  |  |  |  |
| Юкари вдруг решает принять практическое отношение к своей работе и получает доступ на строительную площадку. Она учится технике космического строительства транспортного средства. Когда узнаёт о неудачных испытаниях топлива, устраивает голодовку. |                                               |                  |  |  |  |  |
| 5 | Ignition «Игуниссён» (イグニッション)         | 21 марта, 2007   |  |  |  |  |
| Мать Юкари посещает ССА, чтобы увидеть запуск ракеты с дочерью. Но запуск всё время откладывается. |                                               |                  |  |  |  |  |
| 6 | Control «Конторо:ру» (コントロール)           | 28 марта, 2007   |  |  |  |  |
| Во время первого космического полёта, капсула Юкари ломается и станция запускает дополнительную ракету с Мацури, чтобы обеспечить Юкари дополнительным кислородом. |                                               |                  |  |  |  |  |
| 7 | Gravity «Гуравити» (グラヴィティ)             | 5 апреля, 2007   |  |  |  |  |
| Известный астронавт Аканэ (из той же школы что и Юкари) обеспечивает жизненно важную помощь в сохранении одного из космических кораблей запущенного про первом испытании. Юкари решает как и он позже продолжать учится. |                                               |                  |  |  |  |  |
| 8 | Separation «Сэпарэ:сён» (セパレーション)      | 12 апреля, 2007  |  |  |  |  |
| Аканэ продолжает делать физические упражнения, однако всё ещё со многими не справляется. |                                               |                  |  |  |  |  |
| 9 | Kick Motor «Кикку мо:та:» (キックモーター)    | 19 апреля, 2007  |  |  |  |  |
| Юкари убита горем, узнав, что Аканэ оставил учебную программу, но директор и остальной персонал SSA на самом деле скрывают от неё правду. |                                               |                  |  |  |  |  |
| 10 | Orbiter «О:бита:» (オービター)                | 26 апреля, 2007  |  |  |  |  |
| США запускают космический корабль Атлантис который должен запустить зонт, однако они теряют часть его. ССА должны провезти спасательную миссию с участием двух новых астронавтов |                                               |                  |  |  |  |  |
| 11 | Turn Start «Та:н сута:то» (ターンスタート)    | 10 мая, 2007     |  |  |  |  |
| Юкари и Аканэ возвращают часть зонта экипажу. Однако прежде Орфей запускает зонт для тестирования, зонт попадает в неправильную орбиту и не может начать свою работу. Члены Атлантиса и ССА обдумывают отчаянный план по спасению зонта. |                                               |                  |  |  |  |  |
| 12 | Rocket Girls «Рокэтто га:ру» (ロケットガール) | 17 мая, 2007     |  |  |  |  |
| Юкари и Аканэ достают зонт, однако они оказываются слишком далеко от собственного экипажа. |                                               |                  |  |  |  |  |